# Zbigniew Cybulski
Zbigniew Hubert Cybulski (Kniaże, 3 novembre 1927 – Breslavia, 8 gennaio 1967) è stato un attore polacco.

## Biografia
È stata una delle personalità più note e popolari della storia polacca del secondo dopoguerra. Viene ricordato soprattutto per la sua interpretazione nel film del 1958 Cenere e diamanti di Andrzej Wajda. Paragonato a James Dean, è raffigurato come uno dei simboli della gioventù nell'Europa dell'Est comunista postbellica. Morì in un incidente sul lavoro, mentre tentava di salire su un treno in corsa, durante le ultime riprese de L'assassino lascia la traccia di Aleksander Ścibor-Rylski. Nel 1969 venne istituito in suo onore il Premio Zbigniew Cybulski che premia i giovani attori che si sono distinti nel cinema.
Nel 1996 i lettori della rivista Film lo hanno eletto "Migliore attore polacco di tutti i tempi".

## Filmografia parziale

### Cinema
- Generazione (Pokolenie), regia di Andrzej Wajda (1955)
- Cenere e diamanti (Popiół i diament), regia di Andrzej Wajda (1958)
- L'ottavo giorno della settimana (Ósmy dzien tygodnia), regia di Aleksander Ford (1958)
- Il treno della notte (Pociąg), regia di Jerzy Kawalerowicz (1959)
- Ingenui perversi (Niewinni czarodzieje), regia di Andrzej Wajda (1960)
- La poupée, regia di Jacques Baratier (1962)
- Amare (Att älska), regia di Jörn Donner (1964)
- Il manoscritto trovato a Saragozza (Rekopis znaleziony w Saragosie), regia di Wojciech Has (1965)

## Doppiatori italiani
Nelle versioni in italiano delle opere in cui ha recitato, Zbigniew Cybulski è stato doppiato da:
- Riccardo Cucciolla in Cenere e diamanti